# 費爾芒特 (紐約州)
費爾芒特（英語：Fairmount）是位於美國紐約州奧農達加縣的普查規定居民點。

## 人口
根據2020年美國人口普查的數據，費爾芒特的面積為8.71平方千米，皆為陸地。當地共有人口10248人，而人口密度為每平方千米1,176.58人。